# Liste nationaler Eishockeymeister 2012
Diese Liste enthält die Landesmeister im Herren-Eishockey der Saison 2011/12 bzw. 2012. Aufgeführt sind nationale Meister der Länder, die Vollmitglied im IIHF sind oder in der IIHF-Weltrangliste geführt werden. Ersatzweise wird der Gewinner der höchsten Profiliga aufgeführt, wenn ein nationaler Meister nicht explizit ermittelt wird (z. B. NHL-Gewinner in Nordamerika oder ALIH-Sieger in Ostasien).

## Deutschland, Österreich und Schweiz
| Wettbewerb                | Meister bzw. Titelträger | Vizemeister    | Absteiger |
| ------------------------- | ------------------------ | -------------- | --------- |
| Deutsche Eishockey Liga   | Eisbären Berlin          | Adler Mannheim |           |
| Erste Bank Eishockey Liga | EHC Linz                 | EC KAC         |           |
| National League A         | ZSC Lions                | SC Bern        |           |

## Europa
| Land/Meisterschaft      | Liganame                         | Meister                      | Vizemeister                            |
| ----------------------- | -------------------------------- | ---------------------------- | -------------------------------------- |
| Belarus                 | Extraliga                        | Metallurg Schlobin           | HK Njoman Hrodna                       |
| Belgien                 | Eredivisie                       | HYC Herentals                | IHC Leuven                             |
| Bosnien und Herzegowina | Bosansko Hercegovačka Hokej Liga | HK Ajkule Ilidža 2010        | HK Alfa                                |
| Bulgarien               | Българска Хокейна Лига           | HK Slawia Sofia              | HK ZSKA Sofia                          |
| Dänemark                | AL-Bank Ligaen                   | Herning Blue Fox             | Odense Bulldogs                        |
| Estland                 | Meistriliiga                     | Tartu Kalev-Välk             | Kohtla-Järve Viru Sputnik              |
| Finnland                | SM-liiga                         | JYP Jyväskylä                | Pelicans Lahti                         |
| Frankreich              | Ligue Magnus                     | Rouen Hockey Élite 76        | Brûleurs de Loups                      |
| Großbritannien          | Elite Ice Hockey League          | Nottingham Panthers          | Belfast Giants                         |
| Island                  | Islandsmot Meistaraflokks        | Ísknattleiksfélagið Björninn | Skautafélag Reykjavíkur                |
| Italien                 | Serie A1                         | HC Bozen                     | HC Pustertal                           |
| Kasachstan              | Kasachische Meisterschaft        | HK Beibarys Atyrau           | HK Ertis Pawlodar                      |
| Kroatien                | Kroatische Meisterschaft         | KHL Medveščak Zagreb         | KHL Mladost Zagreb                     |
| Lettland                | Latvijas Hokeja Liga             | HK Liepājas Metalurgs        | HK Ozolnieki/Monarhs                   |
| Litauen                 | Litauische Eishockeyliga         | ESSM Energija Elektrėnai     | Sporto Centras Elektrėnai              |
| Luxemburg               | Alter Domus Cup                  | Lokomotive Luxembourg        | Tornado Luxembourg                     |
| Niederlande             | Eredivisie                       | Eaters Geleen                | HYS The Hague                          |
| Norwegen                | GET-ligaen                       | Stavanger Oilers             | Lørenskog IK                           |
| Polen                   | Polnische Eishockeyliga          | Ciarko PBS Bank Sanok        | ComArch Cracovia                       |
| Rumänien                | Rumänische Eishockeyliga         | HSC Csíkszereda              | SCM Brașov                             |
| Russland                | Kontinentale Hockey-Liga         | OHK Dynamo                   | HK Awangard Omsk                       |
| Schweden                | Elitserien                       | Brynäs IF                    | Skellefteå AIK                         |
| Serbien                 | Serbische Eishockeyliga          | HK Partizan Belgrad          | HK Vitez                               |
| Slowakei                | Extraliga                        | HC Slovan Bratislava         | HC Košice                              |
| Slowenien               | Prva Liga                        | HDD Olimpija Ljubljana       | HK Jesenice                            |
| Spanien                 | Superliga                        | CH Jaca                      | CG Puigcerdà                           |
| Tschechien              | Extraliga                        | HC ČSOB Pojišťovna Pardubice | HC Kometa Brno                         |
| Türkei                  | Superliga                        | Başkent Yıldızları SK        | Kocaeli Büyükşehir Belediyesi Kağıt SK |
| Ukraine                 | Wyschtscha Liha                  | HK Donbass Donezk            | HK Sokil Kiew                          |
| Ungarn                  | Ungarische Eishockeyliga         | Alba Volán Székesfehérvár    | Miskolci Jegesmedvék JSE               |

## Außereuropäische Ligen
| Land/Meisterschaft | Liganame                    | Meister                    | Finalgegner           |
| ------------------ | --------------------------- | -------------------------- | --------------------- |
| Asien (JP, CN, KR) | ALIH                        | Ōji Eagles                 | Nikkō IceBucks        |
| Australien         | AIHL2                       | Melbourne Ice              | Newcastle North Stars |
| Israel             | Israelische Eishockeyliga   | Maccabi Metulla            | HC Bat Yam            |
| Kanada             | Allan Cup                   | South East Prairie Thunder | Rosetown Red Wings    |
| Nordamerika        | National Hockey League      | Los Angeles Kings          | New Jersey Devils     |
| Neuseeland         | NZIHL2                      | Canterbury Red Devils      | Southern Stampede     |
| Südafrika          | Interprovincial Tournament2 | Cape Town Penguins         |                       |

2 Liga wurde im Kalenderjahr 2012 ausgetragen